# Maria Magdalena (dramat)

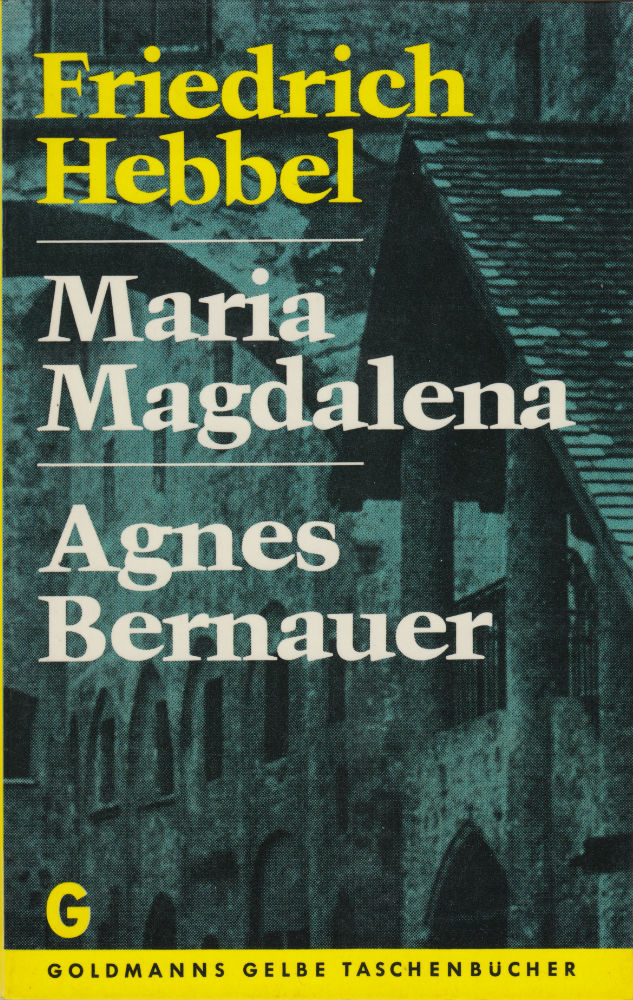
Friedrich Hebbel: Maria Magdalena, Agnes Bernauer

Maria Magdalena – tragedia w trzech aktach niemieckiego pisarza Friedricha Hebbel. Dramat napisany został w 1843 roku, a wydany rok później. Uznawany jest on za ostatni niemiecki dramat mieszczański.

## Figury
Meister Anton – ojciec, głowa rodziny. Trzymał surową dyscyplinę, w jego domu nie było ciepła i serdeczności. Panował jedynie system nakazów i zakazów. Anton był zimny i bezwzględny. Swoją postawę tłumaczył tym, że tak wyglądało jego dzieciństwo. Uważa, że praca i uczciwie wypełnianie obowiązków to przepustka do szczęśliwego życia po śmierci. Nie oczekiwał korzyści za życia.
Karl – syn, pracuje w zakładzie stolarskim. Chce żyć zupełnie inaczej niż jego ojciec, którego życie było pasmem nieszczęść i wyrzeczeń. Karl pragnie korzystać z każdej chwili, widzimy tu znaczną różnicę pokoleń. Zostaje aresztowany i przeprowadzony w kajdankach przez pół miasta za kradzież biżuterii.
Klara – córka, narzeczona Leonharda, zachodzi w nieślubną ciążę. Popełnia samobójstwo i skazuje się na wieczne potępienie, aby nie zhańbić imienia ojca. Nie jest w stanie myśleć innymi kategoriami niż jego. (W przeciwieństwie do brata, który sprzeciwia się temu.)
Leonhard – zrywa zaręczyny z Klarą, kiedy dowiaduje się, że jest ona siostrą złodzieja. Nie był to jednak związek z miłości, a jedynie dla korzyści materialnych. Chce on zrobić wielką karierę, dlatego zmienia swój obiekt zainteresowań na siostrzenicę burmistrza. Zostaje zabity w pojedynku przez Sekretarza.
Friedrich – sekretarz. Dla kariery zrezygnował kiedyś z miłości do Klary. Kiedy spotyka ją ponownie, okazuje się, że nadal coś do niej czuje. Wie, że Leonhard ją opuścił i pragnie przywrócić jej dobre imię. Wyzywa Leonharda na pojedynek (mieszczańskie pojęcie honoru) i zabija go. Sam jednak zostaje ciężko ranny. Mimo wszystko nie jest w stanie zaakceptować tego, że Klara oddała się innemu i wyklucza możliwość bycia z nią.

## Treść
Meister Anton oczekuje od rodziny, aby budowała jego reputację, nie obawia się straty dzieci, tylko dotychczasowego miejsca w społeczeństwie. Swoje dzieci traktuje jak pola uprawne. Obsiewa je najlepszym gatunkiem nasienia i wymaga dobrych zbiorów. Anton ubolewa jednak, że niektóre zbiory są nieudane. To Klara miała stać się narzędziem, które pozwoli mu zrehabilitować się w oczach społeczeństwa, po tym jak Karl został aresztowany za kradzież biżuterii.
Matka jest w tym wszystkim wyobcowana i posłuszna. Co prawda jest krytyczna wobec postawy męża, ale tylko pasywnie. Anton nie zauważa, że czas płynie, a rola kobiety zmienia się z biegiem lat. To ojciec jest najważniejszą osobą w domu. Dzieci zwracają się do niego "per on", a do matki "per ty". Widać tu ogromny dystans dzieci do ojca.
Ojciec wymaga od córki, aby chociaż ta żyła cnotliwie, gdyż syn już dawno się od niego odwrócił. Karl nie identyfikuje się z wartościami ojca, oczekuje korzyści za życia a nie po śmierci. Anton posuwa się nawet do szantażu. Mówi, że może znieść wszystko, tylko nie hańbę, w przeciwnym razie popełni samobójstwo. Leonhard zrywa zaręcznyny z Klarą i dlatego dziewczyna boi się, że wtrąci ojca do grobu jako samotna panna z dzieckiem. Wyobraża sobie siebie jako ojcobójczynię. Woli poświęcić siebie i swoje nienarodzone jeszcze dziecko. Rola córki jest dla niej ważniejsza niż rola przyszłej matki.
Anton jest nieszczęśliwy, ponieważ całe swoje oczekiwania przelał na córkę, a ta zmarła w niewyjaśnionych okolicznościach (popełniła samobójstwo skacząc do studni). Na koniec dramatu Anton mówi, że nie rozumie już tego świata, w którym dzieci tak się zachowują. W tym momencie wyobrażenie jego norm ulega rozpadowi.

## Recepcja w Polsce
Tłumaczenie na język polski: Maria Magdalena: Tragedya mieszczańska w trzech aktach, z niem. Henryk Salz, Biblioteka Powszechna 1906, tom 541.
Zdzisław Zygulski: Krasiński a Hebbel. Szkic porównawczy. Pamiętnik Literacki 37.